# Notylia pentachne
Notylia pentachne là một loài phong lan thấy từ Panama tới miền bắc Venezuela.

## Hình ảnh

- Tập tin:Gongora retrorsa, G. stenoglossa, G. seideliana, Kegelia houtteana, Notylia pentachne - Xenia 1-20 (1858).jpg